# Freya Aswynn
Elizabeth Hooijschuur (* 9. November 1949 in Zaanstad, Niederlande), besser bekannt unter ihrem Künstlernamen Freya Aswynn, ist eine niederländische Autorin und Musikerin, die vor allem für ihre Aktivitäten rund um den Neopaganismus im Vereinigten Königreich bekannt wurde. Schon früh vertrat sie eine frauenzentrierte Form des Germanischen Neuheidentums und hat durch ihr Buch Leaves of Yggdrasil die zeitgenössische paganistische Community weltweit beeinflusst. Aswynn war in den 1980er Jahren auch Teil der frühen Musikszene des Neofolk in London.

## Leben
Freya Aswynn wurde in Zaanstad in den Niederlanden als Elizabeth Hooijschuur als neuntes von 14 Kindern geboren und katholisch erzogen. Ihre Kindheit war geprägt von häuslicher Gewalt. Die Jahre zwischen ihrem 10. und 19. Lebensjahr verbrachte sie in einer Reihe von Kinderheimen und Erziehungsanstalten. Im Jahr 1970 traf sie ihren ersten Mann George, der 21 Jahre älter war und bereits nach zwei Jahren Ehe an Magenkrebs starb. Durch ihn kam sie in Kontakt mit der Philosophie Friedrich Nietzsches, der Musik Richard Wagners und esoterischen Interpretationen der Runen. Durch ihr fortgesetztes Studium der Esoterik machte sie sich mit Spiritualismus, Rosenkreuzertum, Astrologie, der Kabbalah und dem Thelema vertraut. Mit dem Erbe ihres Mannes absolvierte sie eine Ausbildung als Fußpflegerin, bevor sie im Alter von 30 Jahren nach London umzog.
Aswynn engagierte sich in London in der okkulten Community und wurde im Jahr 1980 durch Jim Bennett und Alex Sanders in den Wicca-Kult eingeführt. Noch im selben Jahr begann sie, Gardnerian Wicca – eine in Großbritannien bekannte Spielart des Wicca-Kultes – zu praktizieren. Einige Jahre später machte sie die Erfahrung einer, wie sie es nannte, "intensiven, spontanen Beschwörung des Gottes Woden", die sie dazu bewegte, sich dem Germanischen Neuheidentum anzuschließen. Bis 1995 war sie in Edred Thorssons Organisation Rune-Gild (Runengilde) aktiv. Im Jahr 1993 gründete sie einen britischen Ableger der US-amerikanischen Organisation Ring of Troth (Ring der Treue, später in The Troth umbenannt), dem sie mehrere Jahre lang vorstand.
Ihr Weg führte sie von London über Schottland bis nach Spanien, wo sie die Position einer Ältesten in der Organisation Ring of Troth ausübte und sich dem Unterricht und der Führung der Mitglieder widmete.  Im Jahr 2018 wurde ihr diese Position entzogen, da Aswynns Äußerungen in sozialen Medien von The Troth als "zunehmend islamfeindlich" angesehen wurden.

## Fachliche Einordnung
Freya Aswynns Erfahrungen mit Wicca haben die Form ihrer Rituale nachhaltig beeinflusst. Schon früh vertrat sie eine frauenzentrierte Form des Germanischen Neuheidentums mit Fokus auf Seiðr, einer Praxis, die in den altnordischen Quellen mit der Göttin Freyja in Verbindung gebracht wird. Aswynn selbst bezeichnet ihre Version des Seiðr als magisch und schamanisch. In den 1980er Jahren entwickelte sie ihre eigene Art des Runenorakels. Zunächst vertrat sie die Ansicht, dass  Runenmagie nur von Personen germanischer Abstammung praktiziert werden könne, aber 1990 distanzierte sie sich öffentlich von dieser Auffassung.
Ihr Buch Leaves of Yggdrasil erschien im Jahr 1990 und hat bis heute einen starken Einfluss auf das Germanische Neuheidentum weltweit. Im Jahr 1998 erschien eine überarbeitete Neuauflage unter dem Titel Northern Mysteries and Magick zusammen mit einer CD mit Aufnahmen von Aswynns Beschwörungen, inspiriert durch Gedichte aus der Lieder-Edda.

## Musik
Mitte der 1980er Jahre begann Aswynn, sich in der noch jungen Neofolk-Musikszene in England zu engagieren. Ihr Haus in London war Treffpunkt für Musiker wie Douglas Pearce (Gründer der Band Death in June), Tony Wakeford (Gründer der Band Sol Invictus), David Tibet (Gründer der Band Current 93), Boyd Rice (bekannt unter dem Pseudonym NON) und Ian Read (Gründer der Band Fire + Ice). Auf mehreren Aufnahmen dieser Künstler ist sie mit Darbietungen ihrer Runenbeschwörungen zu hören.

## Trivia
Freya Aswynn hat einen Auftritt in Episode 2 der 1. Staffel der britischen TV-Serie Desperately Seeking Something.

## Werke
| Englische Originalausgabe     | Englische Originalausgabe | Englische Originalausgabe | Deutsche Ausgabe          | Deutsche Ausgabe   | Deutsche Ausgabe        |
| Titel                         | Erscheinungs- jahr        | ISBN                      | Titel                     | Erscheinungs- jahr | ISBN                    |
| ----------------------------- | ------------------------- | ------------------------- | ------------------------- | ------------------ | ----------------------- |
| Fruits of Yggdrasil (CD)      | 1987                      |                           |                           |                    |                         |
| Leaves of Yggdrasil           | 1990                      | ISBN 0-87542-024-9.       | Die Blätter von Yggdrasil | ?                  | ISBN 978-3-901134-07-4. |
| Shades of Yggdrasil (CD)      | 1993                      |                           |                           |                    |                         |
| Northern Mysteries and Magick | 1998                      | ISBN 978-1-56718-047-3.   |                           |                    |                         |
| Songs of Yggdrasil (CD)       | 1998                      | ISBN 0-87542-023-0.       |                           |                    |                         |
| Principles of Runes           | 2000                      | ISBN 978-0-7225-3883-8.   |                           |                    |                         |
| Power and Principles of Runes | 2007                      | ISBN 978-1-8704-5023-2.   |                           |                    |                         |